# Sarcina
Sarcina is een genus van bacteriën van grampositieve, obligaat anaerobe kokken, die karakteristieke tetraden van 8 cellen vormt door te delen in 3 loodrecht op elkaar staande vlakken. Deze soort is extreem zuurtolerant (tot pH=2).

## Sarcina ventriculli
Deze soort vormt het typevoorbeeld van het genus Sarcina. De 8 cellen worden samengehouden door een dikke celluloselaag rond de celwanden. Ze komen vaak voor in de maag, waar ze maagproblemen kunnen veroorzaken.